# Le Sorcier (pel·lícula de 1903)
Le Sorcier, venut als Estats Units com The Witch's Revenge i a Gran Bretanya com The Sorcerer's Revenge, és un curtmetratge mut francès del 1903 dirigit per Georges Méliès. Va ser venut per la Star Film Company de Méliès i està numerat del 473 al 475 als seus catàlegs.

## Argument
En un entorn cortès, un rei condemna un vell bruixot a ser encadenat a un pal i torturat. El bruixot, demanant clemència, intenta entretenir la cort amb màgia, evocant un clàssic quadre viu i fent girar una cadira per si mateixa. Tanmateix, el rei és ferm. No obstant això, just quan està a punt d'encadenar el bruixot, els seus assistents es transformen en ajudants del bruixot i, en canvi, encadenen el rei. El bruixot i tota la cort lliguen els braços, i tots ballen feliços.

## Producció
Méliès interpreta el bruixot, la màgia del qual es crea utilitzant una combinació de maquinària escènica, escotilla, escamoteigs, exposició múltiple i fosa.